# Judith Balso
Judith Balso ist eine französische Philosophin, Schriftstellerin und Professorin für Poesie.

## Leben
Sie promovierte 1997 in Philosophie an der Universität Marc Bloch in Straßburg. Judith Balso lehrt am Collège international de philosophie in Paris.
Weiterhin ist Judith Balso politisch aktiv. Seit den 1970er Jahren schreibt sie im Namen der emanzipatorischen Politik. Judith Balso nahm an der "On the idea of Communism" Konferenz des Birkbeck Institute for the Humanities sowie an der Internationalen Konferenz "Art and Contemporaneity" an der American University in Paris teil.

## Werke
- Pessoa, le passeur métaphysique. Seuil, Paris 2006, ISBN 2-02-065830-5.
- Pessoa. Le Perroquet, Paris 1991 (Les conférences du Perroquet. Bd. 29).
- M.R.P.P.: Le Portugal de près: Textes et documents. F. Maspero, Paris 1976, ISBN 2-7071-0824-3 (Einleitung und Übersetzung).